# Џозеф Хукер
Џозеф Хукер (енгл. Joseph Hooker, 1814-1879), истакнути генерал Уније током Америчког грађанског рата.

## Војна служба
Школован на елитној војној академији на Вест Поинту, Хукер се у Америчком грађанском рату истакао као командант дивизије у армији Потомака. После пораза Уније у бици код Фредериксбурга (13. децембра 1862), дотадашњи командант армије Потомака генерал Амброз Бернсајд смењен је и Хукер је постављен на његово место. У пролеће 1863. предузео је офанзиву на Ричмонд, али је потучен од генерала Роберта Лија у бици код Чанселорсвила (2-5. маја). Током Гетисбуршке операције (јуна 1863) није се сложио са наређењим из Вашингтона да прати Лијеву војску у Мериленд и Пенсилванију, желећи уместо тога да нападне Ричмонд. Зато је већ 28. јуна смењен са положаја - заменио га је подчињени командант корпуса генерал Џорџ Мид, који је успешно победио Лија у бици код Гетисбурга (1-3. јула 1863).